# Cosma Shiva Hagen
Cosma Shiva Hagen(n. 17 mai 1981, Los Angeles) este o actriță germană. Ea este fiica muzicianului Ferdinand Karmelk și cântăreței Nina Hagen.

## Filmografie
- 1996: Crash Kids (film TV)
- 1997: Bella Block: Tod eines Mädchens (krimi) (rol secundar)
- 1998: Das merkwürdige Verhalten geschlechtsreifer Großstädter zur Paarungszeit
- 1998: Der Laden (film TV)
- 1999: Sweet Little Sixteen (film TV)
- 1999: Todesengel (film TV)
- 1999: Einfach raus
- 1999: Tatort - Martinsfeuer
- 2000: Marlene
- 2001: Rosa Roth: Die Abrechnung (film TV)
- 2002: Das letzte Versteck
- 2002: Die fabelhaften Schwestern
- 2002: Tatort - Todesfahrt
- 2003: Nachtschicht – Amok! (film TV)
- 2004: 7 Zwerge – Männer allein im Wald (rol: Albă ca Zăpada)
- 2005: Short Order
- 2006: 7 Zwerge – Der Wald ist nicht genug (rol: Albă ca Zăpada)
- 2006: Karol Wojtyła – Geheimnisse eines Papstes
- 2007: Die Aufschneider
- 2007: Shades of Truth, ( film documentar)
- 2008: Speed Racer
- 2008: Schade um das schöne Geld (film TV)
- 2008: Der Bibelcode (film TV)
- 2008: Die Weisheit der Wolken (film TV)
- 2009: Lutter (TV-Krimi) (urmare Mordshunger)
- 2009: Try a little tenderness
- 2010: Alarm für Cobra 11 (urmare Cyberstorm)
- 2010: Einsatz in Hamburg: Rot wie der Tod
- 2010: Kommissar Stolberg: Der Freund von früher